# Bernsdorf (Landkreis Zwickau)
Bernsdorf település Németországban, azon belül Szászország tartományban. Lakosainak száma 2108 fő (2023. december 31.).

## Népesség
A település népességének változása:
| Lakosok száma | 2202 | 2225 | 2154 | 2140 | 2108 |
|               | 2017 | 2019 | 2021 | 2022 | 2023 |